# Larabicus
Larabicus  es un género de peces de la familia de los Labridae y del orden de los Perciformes.

## Especies
De acuerdo con FishBase:
- Larabicus quadrilineatus (Rüppell, 1835)